# Desert
Desert er en dansk børnefilm fra 2019 instrueret af Sofia Pashaei.

## Handling
Et visuelt digt om en kvinde der rammer bunden. Modgang begraver hende levende. Hun er af denne verden og alligevel overhovedet ikke.